# 火病
火病（韓語：화병）是一種朝鲜民族特有的文化結合症候群，是一种精神疾病。「火病」一詞源自中國明朝医生張介賓，后传入朝鲜半岛。火病患者因在生活中遭遇苦恼却无处发泄愤怒而出现精神疾病，在社会阶层较低的更年期女性中尤为常见。
在韩国，这种病又被称为鬱火病（울화병）。

## 延伸閱讀
- 我对韩国火病（HwarByung）的认识 - 世界中医药 （页面存档备份，存于）
- 東亞漫遊》韓國歐巴們究竟是暖男、還是大男人？淺談韓國的性別平等差距 （页面存档备份，存于）
- 東亞漫遊》阿珠媽《外宿》中：一群韓國女性對勞動與性別差別待遇的逆襲 （页面存档备份，存于）